# Thorpe in the Fallows
Thorpe in the Fallows est une paroisse civile et un village du Lincolnshire, en Angleterre.